# Canelos (Pastaza)
Canelos es una  parroquia rural del cantón Pastaza, en la provincia de Pastaza, en Ecuador. Se encuentra al sureste de la ciudad de Puyo.
En la década de 1860, Canelos era un cantón en sí, que comprendía los pueblos de Canelos, Sarayacu, Lliquino, Andoas y las tribus sápara y jíbara. En 1897, se creó la "Región Oriental", con lo que Canelos quedó en la provincia de Tungurahua. Finalmente, el cantón se convirtió en una parroquia en el cantón Pastaza, ahora en la provincia de Pastaza.